# Ángeles con caras sucias
Ángeles con caras sucias (Angels with Dirty Faces) es una película de cine estadounidense de 1938 dirigida por Michael Curtiz, con James Cagney y Pat O'Brien como actores principales.
Ángeles con caras sucias fue lanzada el 28 de noviembre de 1938 con críticas positivas. En la 11.ª edición de los Premios de la Academia, la película fue nominada en tres categorías: Mejor actor (Cagney), Mejor director (Curtiz) y Mejor historia (Brown). Ángeles con caras sucias es considerada por algunos como una de las mejores películas de todos los tiempos, y es ampliamente considerada como un momento decisivo en la carrera de Cagney. Fue preseleccionado por el American Film Institute en 2008 y fue votado en el puesto 67 en una lista de las "100 mejores películas del cine negro de todos los tiempos" por Slant Magazine en 2015.

## Argumento
Rocky Sullivan y Jerry Connelly son dos pequeños delincuentes juveniles. Un día son sorprendidos mientras intentan robar unas estilográficas en un vagón de tren. Mientras Jerry consigue huir, Rocky es detenido. Tras múltiples salidas y entradas en prisión, Rocky acaba convirtiéndose en un gánster. Mientras tanto, Jerry acaba convirtiéndose en el padre Connolly, un sacerdote católico, que trata de salvar de la delincuencia a los jóvenes del barrio.
Tras un periodo en la cárcel, Rocky sale libre. Pretende recuperar 100 000 dólares de un atraco anterior, y que están en manos de su anterior socio, Jim Frazier. Pero éste le da largas, puesto que ahora trabaja para Mac Keefer, uno de los jefes mafiosos de la ciudad. Las cosas se van complicando, puesto que Rocky por una parte se convierte en el ídolo de los jóvenes a los que el sacerdote pretende redimir y por otra acaba matando a Frazier y Keefer. Tras ser detenido es condenado a muerte. 
En un gesto de nobleza, y a petición de su viejo amigo Connelly, implora perdón y finge cobardía ante la silla eléctrica, con el objetivo de ser despreciado por los jóvenes y que de ese modo no le tomen como modelo.

## Reparto
- James Cagney: Rocky Sullivan.
- Pat O'Brien: el Padre Jerry Connelly.
- Humphrey Bogart: Jim Frazier.
- Ann Sheridan: Laury Ferguson.
- George Bancroft: Mac Keefer.
- Billy Halop: Soapy.
- Bobby Jordan: Swing.
- Leo Gorcey: Bim.
- Gabriel Dell: Pasty.
- Huntz Hall: Crab.
- Bernard Punsly: Hunky.
- Joe Downing: Steve.
- Edward Pawley: Edwards, policía.
- Adrian Morris: Blackie.
- Frankie Burke: William 'Rocky' Sullivan, de niño.
- William Tracy: Jerome 'Jerry' Connelly, de niño.
- Marilyn Knowlden: Laury Ferguson, de niña.